# Eymeux
 Eymeux  es una población y comuna francesa, en la región de Ródano-Alpes, departamento de Drôme, en el distrito de Valence y cantón de Bourg-de-Péage.

## Demografía
| 440 | 426 | 411 | 475 | 510 | 573 |
| Para los censos de 1962 a 1999 la población legal corresponde a la población sin duplicidades (Fuente: INSEE [Consultar]) |     |     |     |     |     |